# Microcharops
Microcharops is een geslacht van insecten uit de orde vliesvleugeligen (Hymenoptera) en de familie Ichneumonidae.

## Soorten
- M. albistylus (Szepligeti, 1906)
- M. alvarengai Gupta, 1987
- M. anticarsiae Gupta, 1987
- M. bimaculatus (Ashmead, 1895)
- M. brasiliensis (Szepligeti, 1906)
- M. flavicoxa Gupta, 1987
- M. flavipetiolatus Gupta, 1987
- M. fulvoalaris Gupta, 1987
- M. fulvohirtus (Cameron, 1887)
- M. granulosus Gupta, 1987
- M. hipposiderus Gupta, 1987
- M. latiannulatus (Cameron, 1911)
- M. lissopleurum Gupta, 1987
- M. longiterebra Gupta, 1987
- M. niger Gupta, 1987
- M. nigricoxa Gupta, 1987
- M. peronatus (Cameron, 1911)
- M. plaumanni Gupta, 1987
- M. rufigaster Gupta, 1987
- M. rufoantennatus Gupta, 1987
- M. similis (Szepligeti, 1906)
- M. taiticus (Holmgren, 1868)
- M. tibialis (Cresson, 1872)
- M. townesi Gupta, 1987
- M. ussuriensis Kasparyan, 1985